# Lexie Liu
Pour les articles homonymes, voir Lexie (homonymie) et Liu.
Lexie Liu, également connue sous le nom de Liu Boxin (chinois : 刘柏辛 ; pinyin : Liú Bóxīn ; née le 21 décembre 1998), est une chanteuse, rappeuse et auteure-compositrice chinoise. En 2015, elle a participé à K-pop Star 5, une émission de téléréalité sud-coréenne, où son groupe a terminé à la quatrième place. En juillet 2018, elle a participé à The Rap of China et a également terminé à la quatrième place, ce qui a lancé sa carrière en tant qu'artiste solo.
En février 2019, Liu a sorti son premier EP, 2030. Elle a également prêté sa voix au personnage de Seraphine dans la chanson More du groupe K/DA. La même année, elle a sorti son album Meta Ego. En 2021, elle a publié son EP Gone Gold, suivi de son album The Happy Star en 2022.

## Jeunesse
Liu est née et a grandi à Changsha, dans le Hunan. Passionnée par la musique depuis son enfance, elle commence la danse à quatre ans et le piano à six ans.
Au lycée, elle intègre un établissement international mais décide de faire une année sabbatique en terminale pour se consacrer à la musique. Elle est allée en Corée et a participé à la série de concours de télé-réalité, K-pop Star 5, sous son nom de naissance Liu Yuyu, en tant que membre d'un groupe de filles de 4 personnes nommé "Mazinga S" qui a remporté la quatrième place.
Lors du tournage de l'émission télévisée K-pop Star 5, Liu a postulé et a été acceptée à l'Université Fordham pour étudier le commerce international. Cependant, elle a abandonné ses études pour poursuivre sa carrière musicale.

## Carrière

### 2016–2021: carrière indépendante,2030,Meta EgoetGone Gold
En janvier 2017, le premier single de Liu, « Coco Made Me Do It » sortit et atteint plus de 5 millions de vues. En février 2017, elle s'est produite au festival de musique SXSW, l'un des plus grands festivals de musique au monde, apportant de la musique pop chinoise au public américain.
En janvier 2018, Liu compose la chanson Role pour Li Yifeng, une célébrité chinoise connue comme chanteur et acteur.
En juillet de la même année, elle participe à The Rap of China, où elle atteint la finale avec son titre Mulan et termine à la quatrième place. Pendant la compétition, elle signe avec le label américain 88rising. En novembre, elle dévoile Sleep Away, extrait de son premier EP 2030, déjà sorti en Chine. Le morceau est salué par plusieurs médias : The Fader le classe parmi les "10 chansons à écouter absolument", Nylon le met en avant dans sa sélection des "meilleures sorties musicales de la semaine" et Refinery29 souligne l’originalité de son style.
Le 18 décembre 2018, Liu publie Nada, un single aux influences cyberpunk accompagné d’un clip futuriste. The Line of Best Fit décrit le titre comme une fusion de Mandopop et de beats sombres, portée par une esthétique rétro-futuriste rappelant Tron, réalisée par mamesjao. À sa sortie, Nada figure également dans la sélection "Best of the Week" de Apple Music.
En février 2019, Liu sort son premier EP 2030 aux États-Unis, incluant deux nouveaux titres : Outta Time, en collaboration avec Killy, et Love and Run,.
En septembre de la même année, elle dévoile le single Ok, Ok, Ok, suivi le 27 décembre par la sortie de son premier album, Meta Ego.
Le 28 octobre 2020, Liu prête sa voix au personnage de Seraphine dans More, un titre du groupe virtuel K-pop K/DA, issu de l’EP All Out de Riot Games. La même année, elle se produit sur scène lors de la finale du Championnat du monde de League of Legends à Shanghai.
Le 28 janvier 2021, Liu sort son deuxième EP Gone Gold à l’international (publié en Chine sous le titre Online 上线了). Porté par le single ALGTR, entièrement écrit et produit par elle-même, cet EP marque un nouveau tournant dans son évolution musicale, avec une influence plus marquée de l’électro-pop par rapport à ses précédents projets.
Le concept de l’EP s’articule autour de la vie dans un jeu en ligne, un thème illustré à travers les clips du morceau-titre et des autres titres, réalisés par son collaborateur régulier, Jeremy Z. Qin. Cette vision trouve son origine dans l’année 2020, marquée par la pandémie mondiale de COVID-19, où Liu, confrontée à un monde réduit à des écrans, a commencé à imaginer une réalité où cette connexion numérique n’existerait plus.

### 2021-présent: The Happy Star
Le 21 novembre 2022, Liu sort le single Fortuna, accompagné d’un clip vidéo. Ce titre marque une évolution dans son style avec une énergie plus intense et des influences électropop, mêlant paroles en mandarin, anglais et espagnol.
Les paroles et l’esthétique du clip s’inspirent fortement de la mythologie égyptienne et de la divination par le tarot. Le morceau tire son nom de la déesse romaine Fortuna et fait référence aux divinités égyptiennes Seth et Anubis.
Le 29 novembre 2022, Liu enchaîne avec Magician, un second single explorant le même univers mystique du tarot. Les paroles évoquent les arcanes majeurs comme Le Magicien, La Lune et Le Soleil, ainsi que les différentes familles de cartes du tarot : Coupes, Bâtons et Pentacles. Musicalement, Magician pousse encore plus loin l’expérimentation électronique et alterne entre anglais et mandarin.
Le 6 décembre 2022, Liu sort l'album The Happy Star. L'album est composé de douze titres avec « Fortuna » et « Magician » comme singles.
Le 21 novembre 2023, Liu a sorti le single « delulu ».
Le 23 avril 2024, Liu a collaboré dans le single « On Clap », dans l'EP Yuq1 de Yuqi .

## Image publique

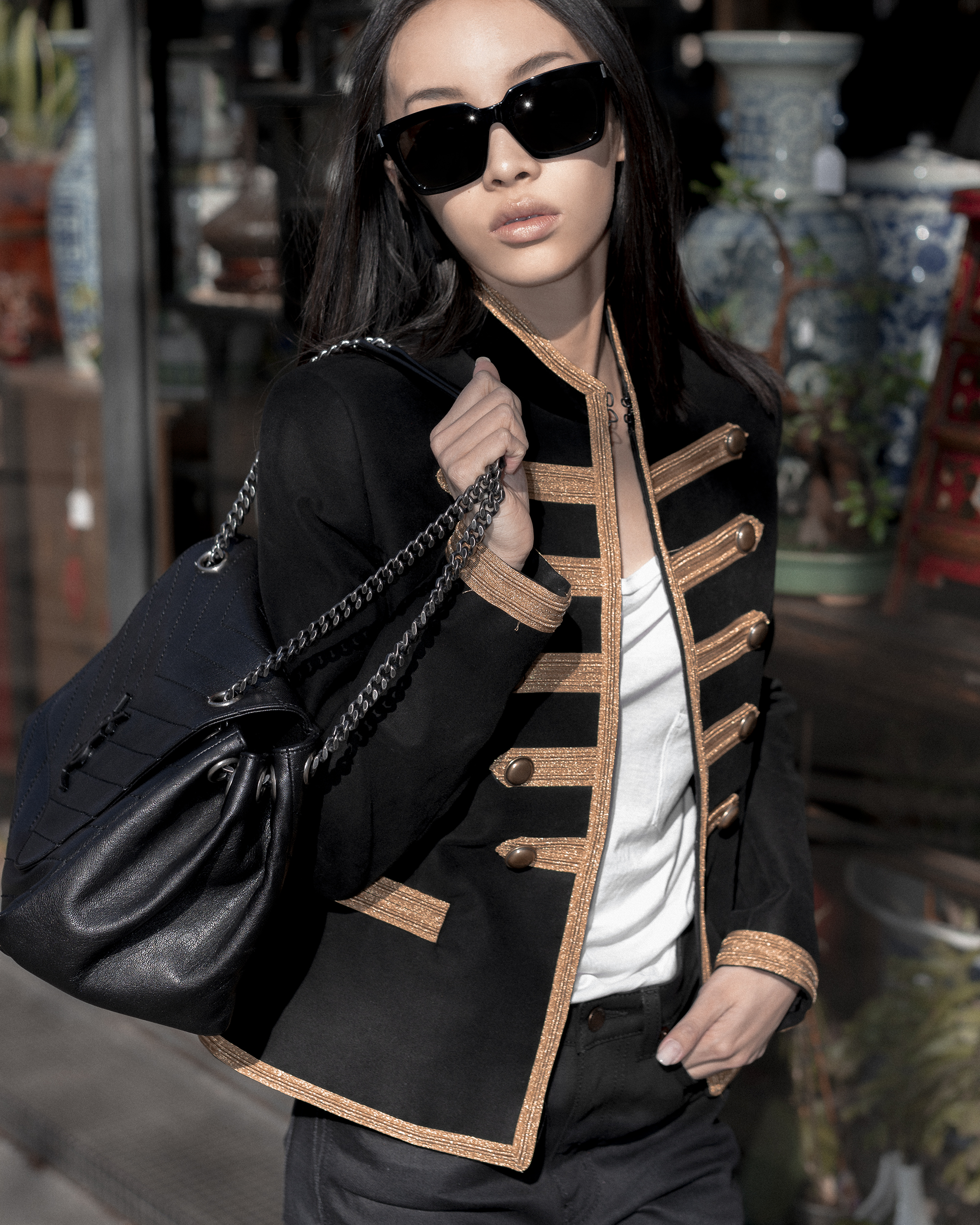
Liu en février 2019

L'apparence distinctive de Lexie Liu lui a permis de se faire une place dans l'industrie de la mode. En 2019, elle participe à la Paris Fashion Week en tant qu’ambassadrice de la ligne de lunettes Yves Saint Laurent pour la région Asie-Pacifique. Elle avait déjà été remarquée lors du défilé Louis Vuitton en Chine en 2018 et avait collaboré avec Puma pour la campagne Suede 50, ainsi qu’avec Levi’s pour sa campagne télévisée du Nouvel An.
Elle a également fait la couverture des magazines de mode les plus influents d’Asie de l’Est, notamment Vogue Me (Chine), Harper’s BAZAAR China, Nylon Japan et Nylon China. Le magazine de mode américain V la décrit comme "le visage d'une nouvelle génération d'artistes chinois qui s’imposent sur la scène américaine avec un son unique et interculturel."
The Line of Best Fit décrit Lexie Liu comme "la prochaine superstar mondiale de la Chine" avec son single futuriste Nada. Né et ayant grandi à Changsha, elle signe chez 88rising à 19 ans et sort Nada comme son troisième single sous ce label.
Elle est aujourd’hui l’une des figures de proue d’une nouvelle génération d’artistes est-asiatiques qui s’imposent sur la scène musicale internationale. L’année précédente, elle était devenue la plus jeune artiste chinoise à se produire au SXSW, après s’être fait connaître grâce à l’émission sud-coréenne K-pop Star et avoir atteint la finale de l’émission de rap The Rap of China, un concours largement dominé par les hommes.
Après la sortie de son single Like A Mercedes, son clip aux influences cyberpunk marque sa première véritable introduction au public international, mettant en avant "un son provocateur qui transcende les barrières linguistiques."
Son premier EP, sorti en février 2019, reçoit des critiques élogieuses. Avec des titres comme Outta Time en collaboration avec Killy, ainsi que Sleep Away, Hat Trick et Nada, ce projet de huit morceaux illustre parfaitement son talent bilingue, mêlant rap, chant R&B et production musicale.
Le magazine américain Flaunt salue également 2030, décrivant l’EP comme "le récit de sa vie et de son parcours musical, une exploration de sa psyché intérieure à travers des voix oniriques et des clips visuellement éclatants." Le magazine ajoute que "Lexie Liu, dynamique sous tous les aspects, s’annonce comme une artiste au parcours prometteur dans les années à venir."

## Filmographie

### Spectacles de variétés
| Année | Titre en anglais | Titre original | Réseau   | Rôle             | Remarques       |
| ----- | ---------------- | -------------- | -------- | ---------------- | --------------- |
| 2018  | The Rap of China | 中国新说唱     | iQiyi    | Concurrent       | Saison 2 (2018) |
| 2020  | Singer 2020      | 歌手.當打之年  | Hunan TV | Candidat au défi |                 |
| 2021  | Stage Boom       | 爆裂舞台       | iQiyi    | Concurrent       |                 |

## Discographie
- 2030 (2018)
- Meta Ego (无限意识) ) (2019)
- The Happy Star (幸福星 ) (2022)

## Collaboration avec des marques
- En janvier 2022, Lexie Liu devient l'égérie du Ford EVOS.
- En octobre 2021, elle est nommée ambassadrice de la marque Miu Miu pour la région Chine.
- En mars 2019, elle devient ambassadrice des lunettes Saint Laurent pour la région Asie-Pacifique[24].
- En novembre 2018, elle est invitée en tant que célébrité au défilé Louis Vuitton intitulé Volez Voguez Voyagez.
- En décembre 2017, elle participe au tournage de la campagne publicitaire télévisée du Nouvel An de Levi’s, intitulée Gan Jiu Xing. Son image apparaît également sur les affiches des boutiques Levi’s à travers le monde.
- En octobre 2017, elle collabore avec Puma et rejoint le Puma’s Group, assistant à la soirée des 50 ans du modèle Puma SUEDE.

## Distinctions et nominations
| Année | Œuvre Nommée   | Evènement                            | Distrinction                    | Résultat   | Réf    |
| ----- | -------------- | ------------------------------------ | ------------------------------- | ---------- | ------ |
| 2019  | 2029           | 30th Golden Melody Awards            | Best New Artist                 | Nomination | [ 25 ] |
| 2019  | 2029           | 3rd CMIC Music Awards                | Newcomer of the Year            | Lauréat    | [ 26 ] |
| 2020  | "Manta"        | The 7th Annual Fusion Hip-Hop Awards | Best Music Video                | Lauréat    | [ 27 ] |
| 2021  | "More"         | Game Audio Network Guild Awards      | Best Original Song              | Lauréat    | [ 28 ] |
| 2021  | "Manta"        | 28th ERC Chinese Top Ten Awards      | Top Ten Hits                    | Lauréat    | [ 29 ] |
| 2023  | The Happy Star | 34th Golden Melody Awards            | Best Mandarin Female Singer     | Nomination | [ 30 ] |
| 2023  | The Happy Star | 1st Wave Music Awards                | Best Female Vocalist            | Nomination | [ 31 ] |
| 2023  | The Happy Star | 1st Wave Music Awards                | Best Electronic Album           | Lauréat    | [ 31 ] |
| 2023  | The Happy Star | 1st Wave Music Awards                | Best Album Production           | Nomination | [ 31 ] |
| 2023  | The Happy Star | 1st Wave Music Awards                | Best Recording\Engineered Album | Nomination | [ 31 ] |
| 2023  | "3.14159"      | 1st Wave Music Awards                | Best Electronic Song            | Lauréat    | [ 31 ] |